# 州間高速道路95号線

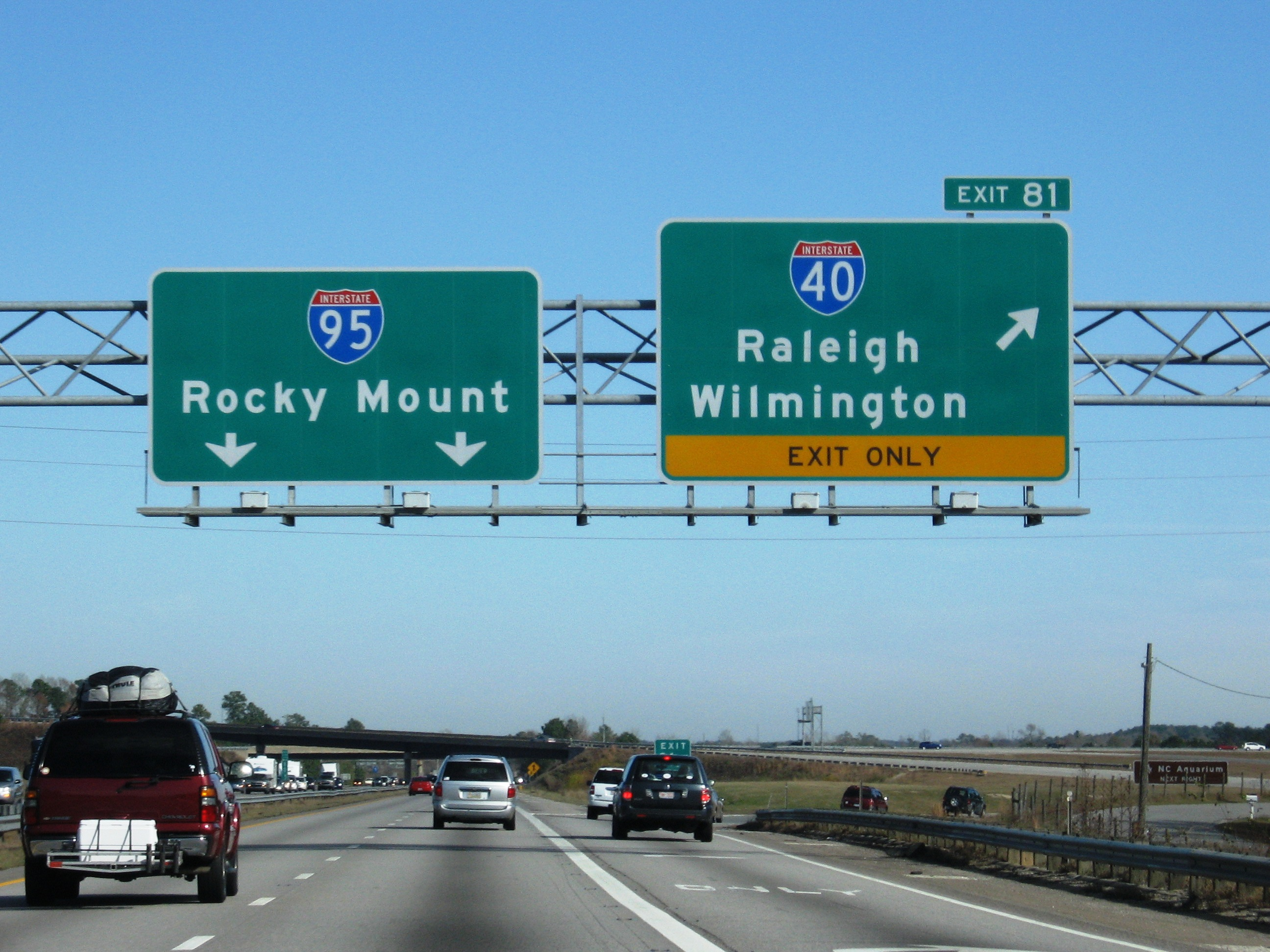
州間高速道路95号線の州間高速道路40号線との分かれ目（ノースカロライナ州で）

州間高速道路95号線（しゅうかんこうそくどうろ95ごうせん、英語: Interstate 95、別名：I-95）はアメリカ合衆国東海岸を南北に結ぶ州間高速道路で、全長で1,908マイル（3,071キロメートル）で、アメリカ合衆国最南のフロリダ州から最北のメイン州を南北に結ぶ。州間高速道路のうち最古級で、全長は6番目に長い。

## 概要
州間高速道路95号線は、南のフロリダ州マイアミから、北のメイン州ホールトンでカナダ国境までである。南北に走る州間高速道路では一番長く、全州間高速道路では6番目の長さである。
I-95は国道1号線とほぼ並行して大西洋岸を走っていて、途中アメリカ合衆国南東部のマイアミ、ジャクソンビル、サバンナ、ファイエットビル、アメリカ合衆国中部大西洋岸のリッチモンド、ワシントンD.C.、ウィルミントン、ボルチモア、フィラデルフィア、ニューヨーク市、ニューイングランドのニューヘイブン、プロビデンス、ボストン、ポートランドなどの州都あるいは主要都市を通過している。
州間高速道路95号線は、全米の主要東西州間高速道路の東側出発点になっている：
- 州間高速道路90号線
- 州間高速道路80号線
- 州間高速道路40号線
- 州間高速道路20号線
- 州間高速道路10号線

など

## 歴史
I-95の歴史は州間高速道路として最も古く、多くの部分は使用されていた。最後に完成したのがニュージャージー州の部分で、2018年9月に州間高速道路として使用されるようになった。
2023年6月11日、ペンシルベニア州フィラデルフィア市内の高速道路高架下で、タンクローリーが炎上。高速道路の一部が崩落した。1日約16万台が利用する交通量の多い区間であり、修復に要する数カ月の間、通勤や物流に大きな影響が出ることとなった。

## 写真集

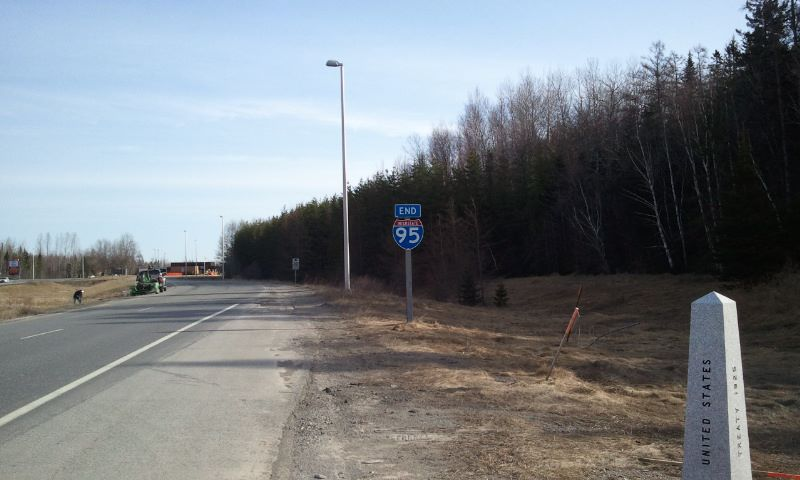
I-95の北の出発点はメイン州
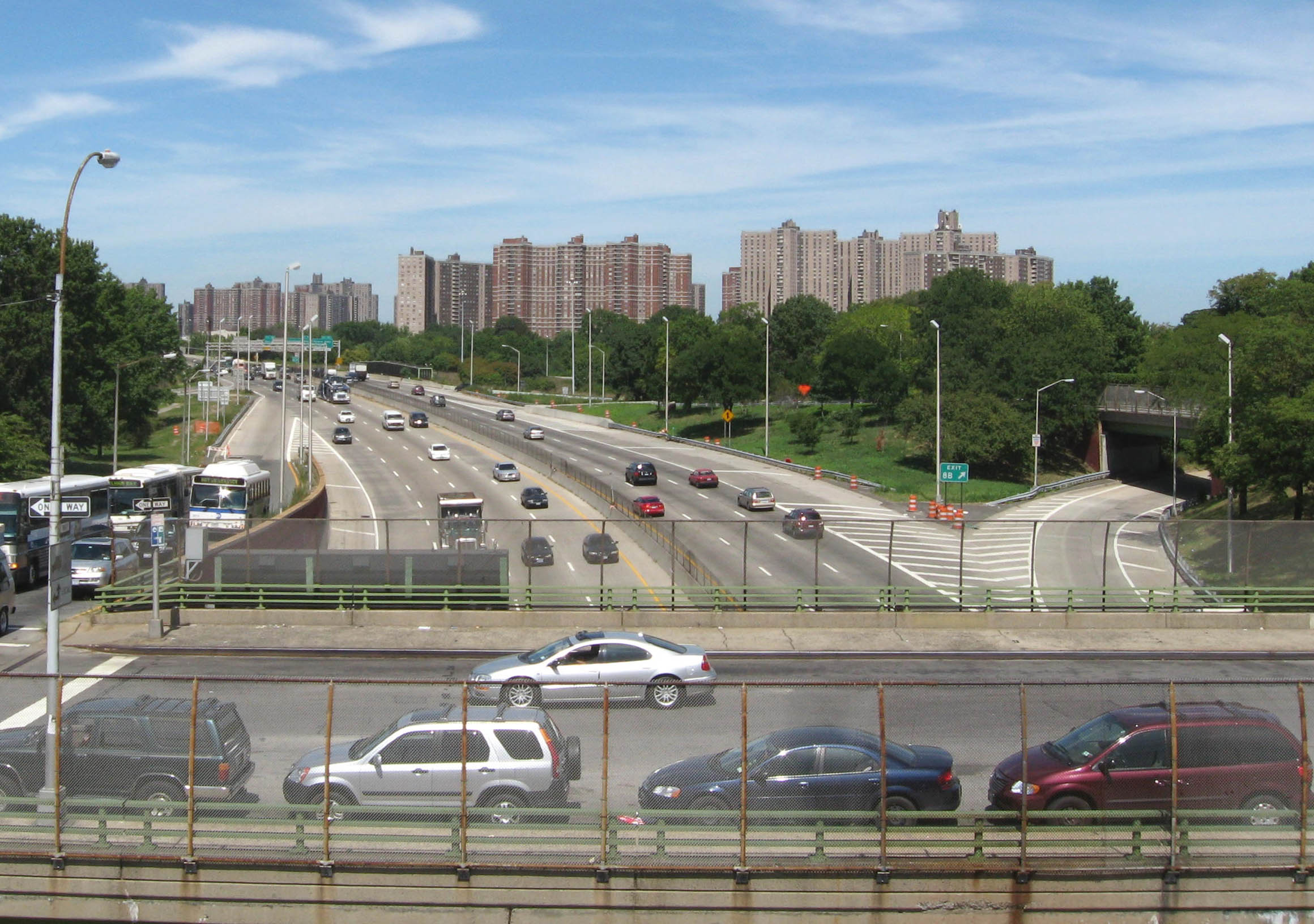
ニューヨーク市ブロンクス区を通過
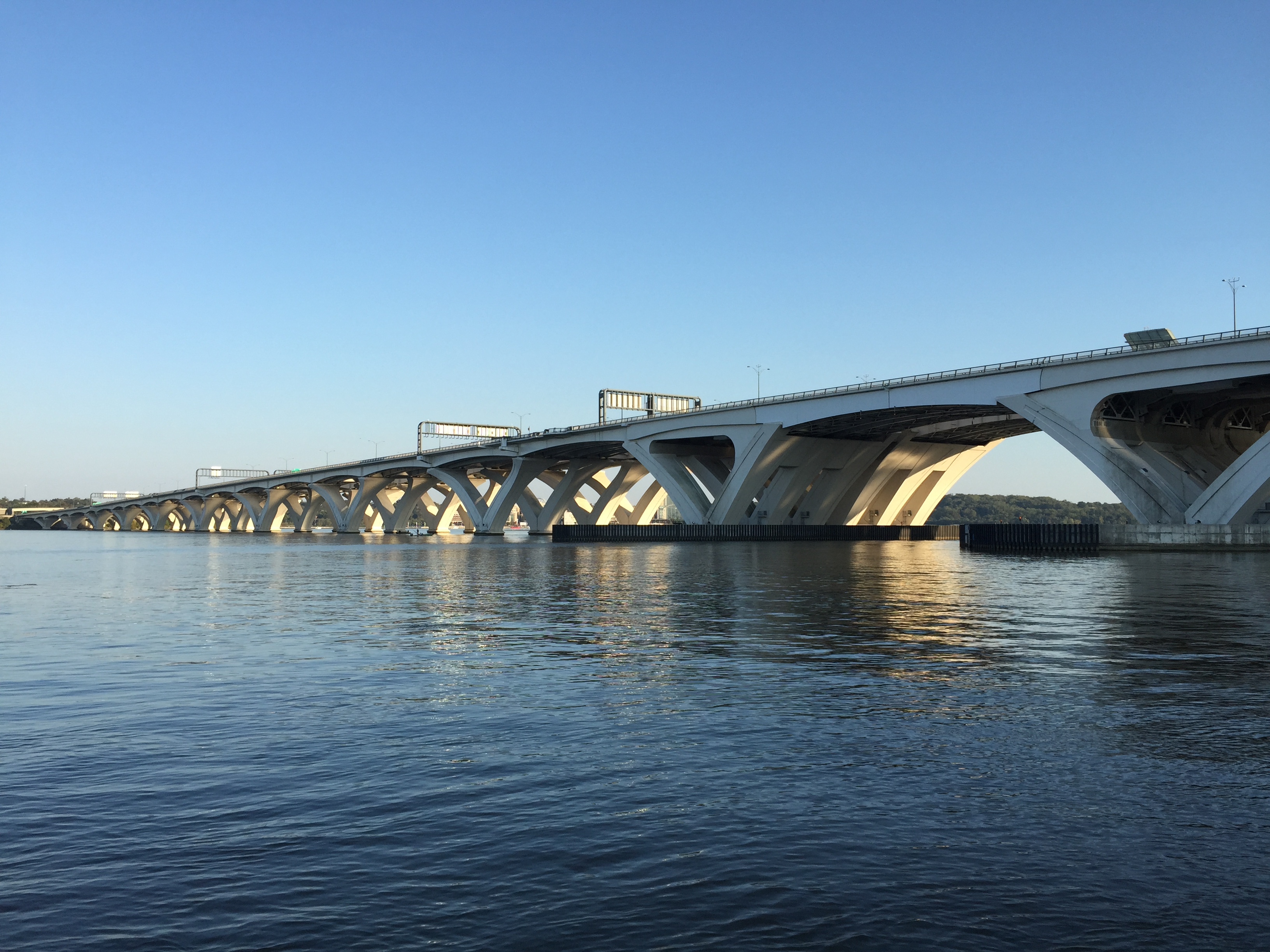
ウッドロウ・ウィルソン記念橋でポトマック川を渡る（ワシントンD.C.・ヴァージニア州間）
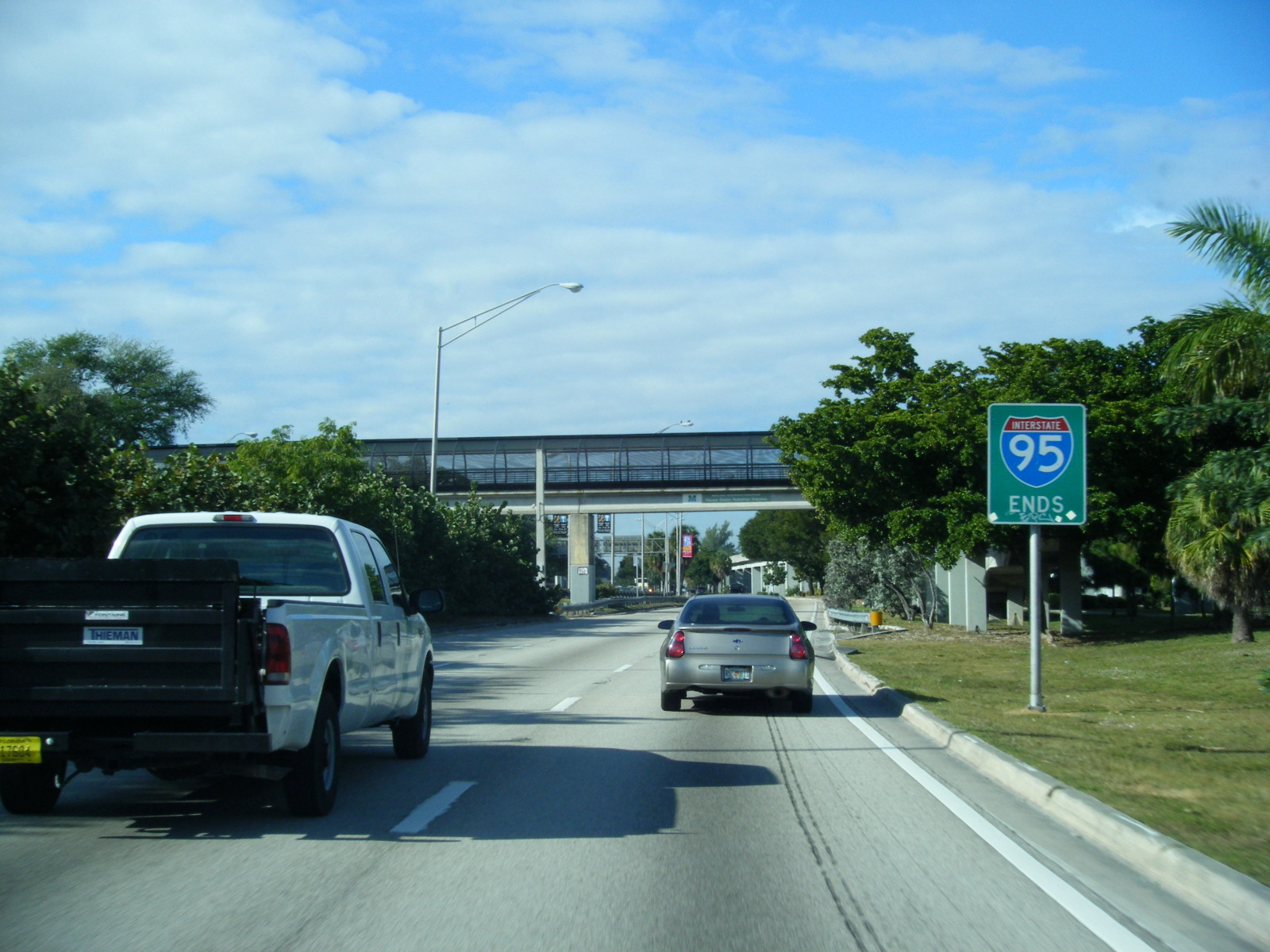
I-95の南の終点はフロリダ州マイアミ